# 当铺地满族乡
当铺地满族乡是中华人民共和国内蒙古自治区赤峰市松山区下辖的一个民族乡。

## 历史沿革
1945年，属热河省热中专署赤西县和翁牛特右旗管辖。1949年，归赤峰县木头沟区（五区）管辖。1956年，撤区后建民族乡。1958年，建立当铺地人民公社，属赤峰县。1966年，从大营子分出建公社，驻地迁至兴隆洼村。1968年，更名为东方红公社革命委员会。1980年，恢复当铺地公社管理委员会。1984年，改建为当铺地乡。1996年，设当铺地镇。
2006年，撤销当铺地镇、关家营满族乡、木头沟乡并设立当铺地满族乡。

## 行政区划
当铺地满族乡下辖以下村级行政区划单位：
新井村、当铺地村、大兴隆庄村、小兴隆庄村、兴隆洼村、北道村、大营子村、南场子村、王家营子村、新店村、哈拉海沟村、碾子沟村、哈金沟村、石界庄村、柳家沟村、大木头沟村、南平房村、哈什吐村、石匠沟村、小木头沟村、焦家营子村、西三家村、四道沟梁村、龙王庙村和扎兰坟村。